# Бойки
Бо́йки, самоназвание: верховинцы, горальцы, подгоряне (укр. бойки) — этническая общность украинцев или русинов, проживающая в западной части Украины и официально рассматриваемая властями Украины, а также советскими и украинскими этнографами, лингвистами, филологами как этнографическая группа украинцев. Часть этнической территории бойков расположена на территории Польши, откуда они в ходе операции «Висла» были выселены в СССР и другие области Польши. Основные занятия бойков — отгонное скотоводство, добыча древесины, лесопереработка и земледелие.

## География расселения и численность

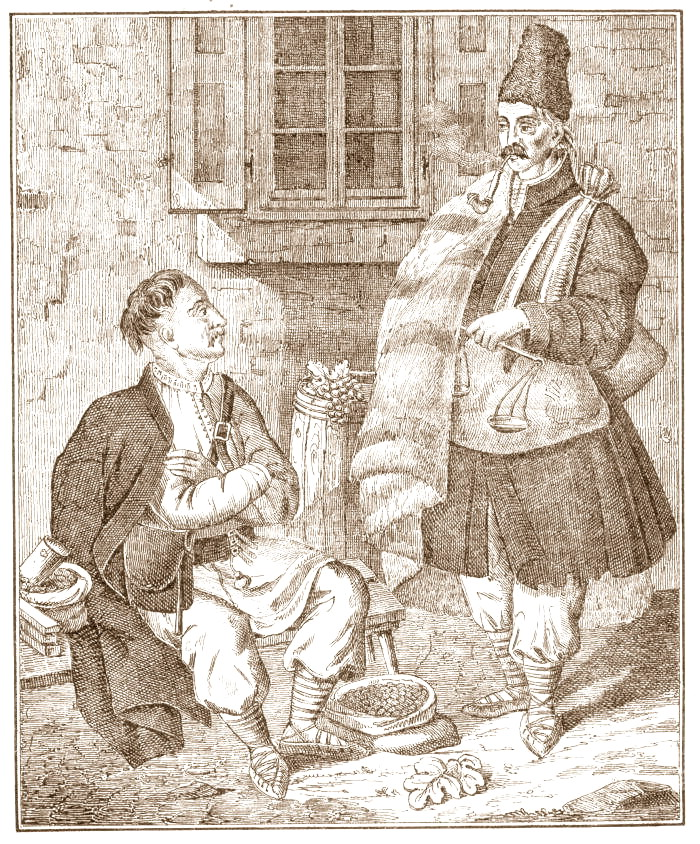
Литография «Бойки», 1837

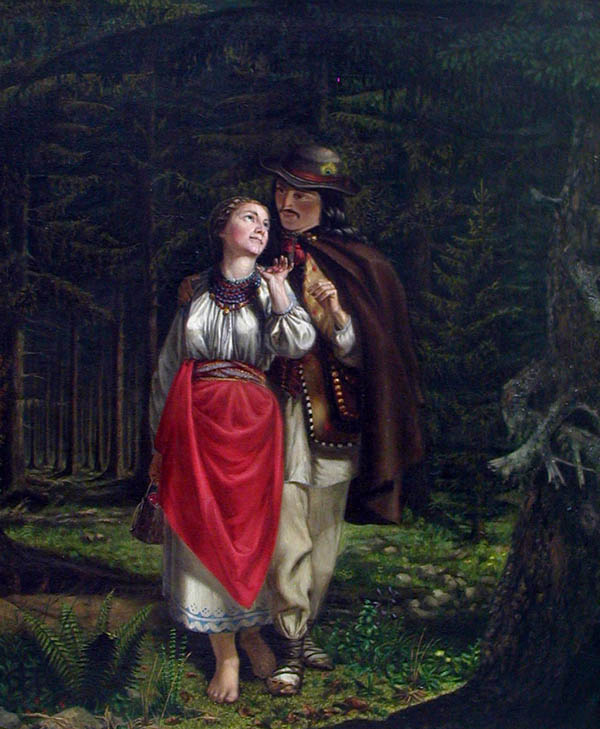
«Бойковская пара». Картина Корнилия Устияновича.

Большинство бойков проживает на своей исторической территории, которая расположена на северных и южных склонах Карпат между реками Уж и Сан на западе и Лимница и Тересва на востоке. Бойки, которые проживали на территории современной восточной Польши, выселены со своих исторических территорий.
На Украине расселены в горных районах Украинских Карпат и Закарпатья: в Болехове, части Калушского района Ивано-Франковской области; части Стрыйского, Дрогобычского и Самборского районов Львовской области; Мукачевском и части Ужгородского районов Закарпатской области. (см. Бойковщина)
В Словакии проживают на востоке и северо-востоке Снинского района, где населяют Подгородскую, Русскую, Ублянскую и Уличскую долины.
В энциклопедии Брокгауза и Ефрона (1890—1907), Новом энциклопедическом словаре (1911—1916) и первом издании МСЭ (1931) численность бойков оценивалась в 100 тыс. человек.
В 1951 году в связи с обменом участками государственных территорий между СССР и Польшей из Нижне-Устрицкого, Стрелковского и Хыровского районов Дрогобычской области было выселено более 32 тысяч бойков. Они были направлены в различные колхозы двадцати одного района Одесской, Сталинской, Херсонской (село Дудчаны) и Николаевской областей.
По данным первой Всеукраинской переписи населения 2001 года 131 человек указал свою принадлежность к этнографической группе бойки..

## Язык
Говорят на бойковских (севернокарпатских, северноподкарпатских) говорах украинского языка.
Впервые название «бойки» употребил священник Иосиф Левицкий в предисловии к «Грамматике» (1831) от употребления в их языке частицы «бо є» («только»), в отличие от лемков, говоривших «лем», и «лишаков», говоривших «лише», «лишень». В дальнейшем это название распространили А. Торонский, В. Хиляк и другие. В Словакии бойков называют «пуйдяками» (словац. Pujďák), так как они говорят «пуйдемо» в отличие от лемковского «пійдемо».

## История

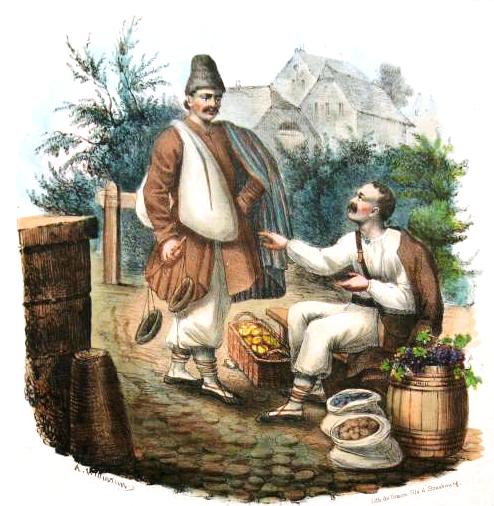
Бойки на линогравюре 1841 года

Константин VII Багрянородный в сочинении «Об управлении империей» (948—952 гг), (глава 32) слово «Боики» (греч. Βοικι) употребляет в качестве родины белых сербов (предков современных сербов), соседей белых хорватов, расположенной за Венгрией (по отношению к Византии). Некоторые исследователи считают белых сербов предками хорватов и современных украинцев Галиции и Закарпатья. Некоторые учёные считают, что субстратом бойков было кельтское племя бойев, переселившееся из Баварии и Богемии под давлением германцев, затем подвергшееся значительной ассимиляции славянами. Шафарик относил прародину хорватов к востоку от Чехии, к Висле и далее в область восточной Галиции, прародину сербов — от средней Лабы через Польшу вплоть до Буга и Минска, а землю Боики называл землёй карпатских бойков у Стрия и Самбора.

## Культурные традиции
Традиционными ремеслами бойков также были ткачество и портновское ремесло.